# طرخشقون كبير الثمار
طرخشقون كبير الثمار (باللاتينية: Taraxacum maurocarpum ) هو نوع نباتي يتبع جنس الطرخشقون من القبيلة الشيكورية.